# Blautia schinkii
Espèce
Blautia schinkii est une espèce de bactéries gram positives de la famille des Lachnospiraceae.

## Description
C'est une bactérie à coloration de Gram positive.

## Taxonomie
Le nom correct complet (avec auteur) de ce taxon est Blautia schinkii (Rieu-Lesme et al., 1997) Liu et al., 2008. Le nom de ce taxon a été validé la même année.
Blautia schinkii a pour synonyme :
- Ruminococcus schinkii Rieu-Lesme et al., 1997

### Étymologie
L'étymologie de l'épithète l'espèce Blautia schinkii est la suivante : schin’ki.i. N.L. gen. masc. n. schinkii, ce qui se réfère à Schink.